# Puškomitraljez
Puškomitraljez je vrsta mitraljeza, ki je namenjen čim večji mobilnosti. Za razliko od večjega brata mitraljeza, mora biti čim lažji, da ga lahko vojak prenaša po potrebah premikajočega se bojevanja.
Razlike med mitraljezom in puškomitraljezom ne predstavljajo kaka napisana pravila, pač pa zgolj potrebe uporabe. Kot že samo ime pove - puška: torej prenosno strelno orožje, mitraljez: težko strelno orožje, gre za kombinacijo velike strelne moči in čim večjo lahkotnostjo uporabe. Poudarek je na iskanju idealnega razmerja med močjo orožja oziroma kalibra, večji je ta težje je orožje, in njegovo težo, ki se z večanjem kalibra povečuje.
Puškomitraljezi imajo največkrat kaliber do 8 mm, z njim lahko upravlja en sam vojak. V sodobnih kopenskih vojskah so v pehoti zamenjali puško s puškomitraljezom in tako občutno povečali ognjeno moč enote. 

## Primerki skozi čas
| 1890 – 1950 - Madsen - Benet-Mercie M1909 (.30-06 Springfield) - Lewis (.303 britanski) - Bren (.303 britanski) - Chauchat (8x50 Lebel) - DP Degtjarjov (7,62x54 R) - MG 34 (7,92x57 Mauser) - MG 42 (7,92x57 Mauser) | 1950 – 1970 - RPK (7,62x39) - MG51 (7,5x55) - PK (7,62x54 R) - FN MAG (7,62x51 NATO) - FN FAL 50.41 & 50.42 (7,62x51 NATO) - M60 (7,62x51 NATO) | 1970 – danes - FN Minimi (5,56x45 NATO) - IMI Negev (5,56x45 NATO) - CETME Ameli (5,56x45 NATO) - Heckler & Koch MG4 (5,56x45 NATO) - INSAS (5,56x45 NATO) - PKP Pečeneg (7,62x54 R) - Ultimax 100 (5,56x45 NATO) |